# Jan van Ruysbroeck
Jan van Ruysbroeck (în neerlandeză Jan van Ruusbroec, pronunțat [ˈjɑn vɑn ˈryzbruk]; 1293 sau 1294 – 2 decembrie 1381) a fost un mistic flamand. Este autorul mai multor lucrări printre care The Kingdom of the Divine Lovers, The Twelve Beguines, The Spiritual Espousals, A Mirror of Eternal Blessedness, The Little Book of Enlightenment și The Sparkling Stone. S-au mai păstrat unele dintre scrisorile sale, precum și mai multe zicale (reținute de către unii din ucenicii lui precum Jan van Leeuwen). A scris în olandeza vernaculară, limba oamenilor de rând din Țările de Jos, și mai puțin în latină, limba textelor oficiale și ale liturghiei Bisericii, cu scopul de a ajunge la un public mai larg.

## Viața

### Până la hirotonirea ca preot
Jan a avut o mamă devotată, care l-a crescut în credința catolică; despre tatăl său nu se știe nimic. Numele de familie al lui Jan, Van Ruusbroec, nu este un nume de familie în sens modern, ci un toponim care se referă la cătunul său natal, actualul sat Ruisbroek din apropiere de Bruxelles (precum Ioan de Salisbury sau Democrit din Abdera).
La vârsta de unsprezece ani și-a părăsit mama, plecând fără a o anunța la unchiul său, Jan Hinckaert, canonic regular al Ordinului Sfintei Gudula din Bruxelles. Hinckaert trăia potrivit canonului apostolic cu un coleg călugăr, Francis van Coudenberg. Acest unchi i-a oferit lui Ruysbroeck o educație cu scopul de a-l face să urmeze cariera preoției. După o perioadă de studiu, Jan a fost prezentat cu o prebendă în biserica Sfintei Gudula și a hirotonit în 1318. Mama lui l-a urmat la Bruxelles, a intrat într-o comunitate semimonastică de acolo și a murit cu puțină vreme înainte de consacrarea lui ca preot.

### Preot la Bruxelles
Din 1318 până în 1343 Ruysbroeck a slujit ca preot paroh în biserica Sfintei Gudula. El a continuat să ducă, împreună cu unchiul său Hinckaert și cu Van Coudenberg, o viață extrem de austeră și de izolată. La acel moment, laicii mișcării Frații Spiritului Liber provocau controverse în Olanda și unul dintre ei, o femeie pe nume Heilwige Bloemardinne, era deosebit de activă în Bruxelles, popularizându-și convingerile ei în special prin intermediul unor broșuri populare. Ruysbroeck i-a răspuns cu pamflete scrise, de asemenea, în limba maternă (olandeză mijlocie). Nimic din aceste schimburi de argumente religioase nu s-a păstrat până în prezent. Controversa a avut un efect permanent asupra lui Ruysbroeck: scrierile sale de mai târziu se refereau constant, direct și indirect, la opiniile eretice exprimate în acele vremuri și el a scris mereu în limba populației autohtone, în principal pentru a contracara aceste scrieri pe care le considera ca fiind eretice.

### Preot la Groenendaal

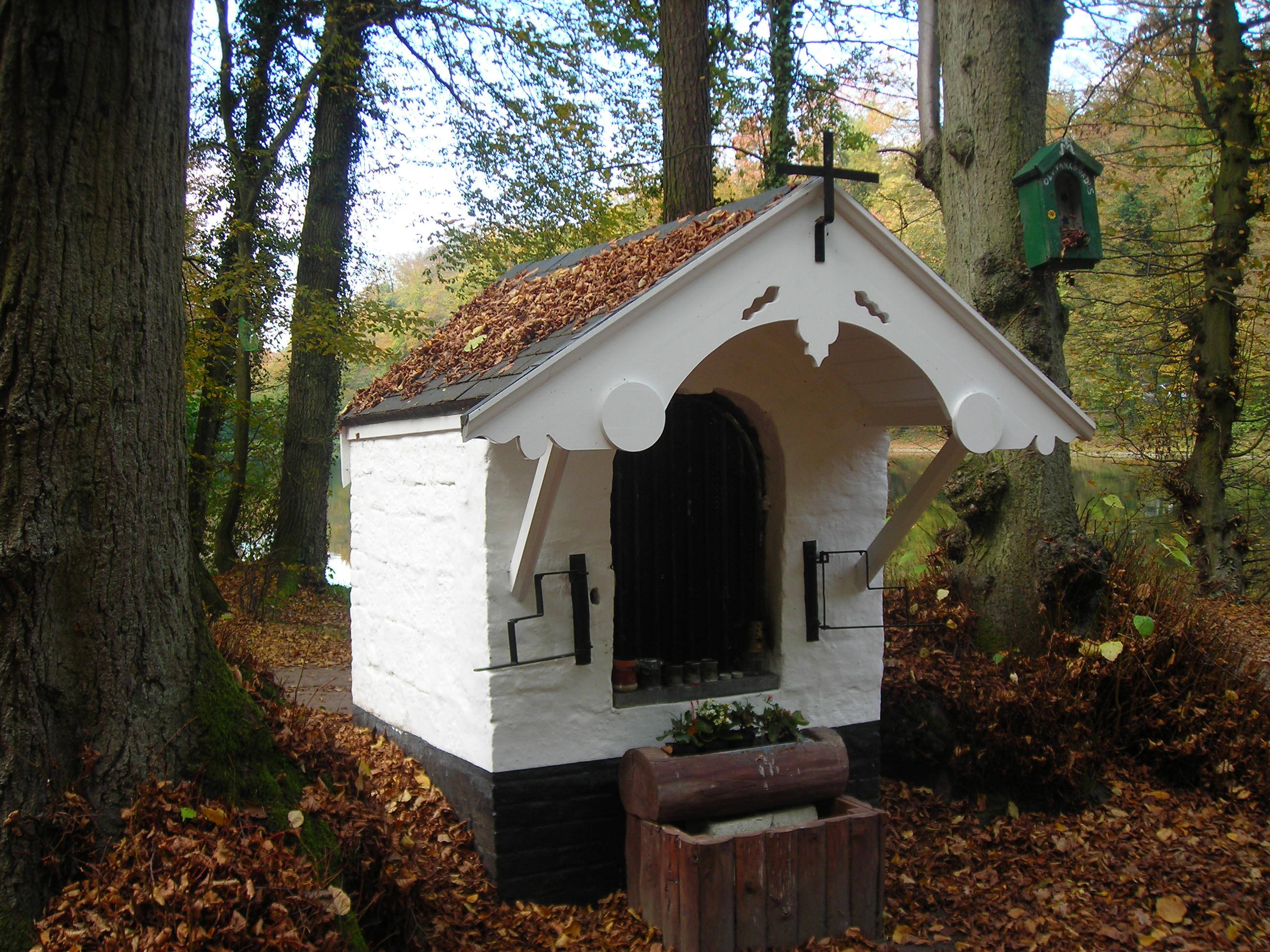
Capelă mică în pădurea Groenendaal din apropierea mănăstirii unde Ruysbroeck medita adesea

Dorința de o viață mai retrasă și, posibil, persecuțiile care au urmat după atacul lui Ruysbroeck la adresa lui Bloemardinne i-au determinat pe Ruysbroeck, Jan Hinckaert (d. 1350) și Vrank van Coudenberg (d. 1386) să plece din Bruxelles în 1343 și să se stabilească la schitul Groenendaal din Pădurea Soignes, care fusese înființat pentru ei de către Ioan al III-lea, Duce de Brabant. Ruinele mănăstirii sunt încă prezente în pădurea Soignes.
motherhouse de o congregație. Dar atât de mulți ucenici s-au alăturat aici acestei mici comunități, încât s-a considerat oportună organizarea unui corp religios autorizat. Schitul a fost transformat pe 13 martie 1349 într-o comunitate de canonici regulari, care a devenit, în cele din urmă, o congregație ce poartă numele de Groenendaal. Francis van Coudenberg a fost numit primul rector și Jan van Ruysbroeck prior. Hinckaert s-a abținut să-și facă profesiunea canonică pentru ca disciplina casei să nu sufere de scutirile cerute de infirmitățile vârstei sale înaintate; el a locuit, prin urmare, într-o chilie din afara mănăstirii și acolo a murit câțiva ani mai târziu. 
Această perioadă, de la profesiunea religioasă (1349) până la moartea lui (1381), a fost cea mai activă și mai fructuoasă din cariera lui Ruysbroeck. În acest timp, faima sa ca om al lui Dumnezeu, ca meditator desăvârșit și ca maestru spiritual s-a răspândit dincolo de granițele Flandrei și Brabantului până în Olanda, Germania și Franța. El a avut relații cu mănăstirea cartusiană din Herne și, de asemenea, cu mai multe comunități franciscane. Au existat legături cu Prietenii lui Dumnezeu din Strasbourg și în jurul anului 1378 a fost vizitat de către Geert Groote, fondatorul devotio moderna. Este posibil, deși unii contestă acest fapt, că Johannes Tauler a venit să-l vadă.
Jan a murit la Groenendaal, în vârstă de 82 de ani, pe 2 decembrie 1381.

## Lucrări
În total, Ruysbroeck a scris douăsprezece cărți, șapte epistole, două imnuri și o rugăciune. Toate au fost scrise în olandeza mijlocie.
În jurul anului 1340, Ruysbroeck a scris capodopera sa , Spiritual Espousals. Cele 36 de manuscrise în limba olandeză care s-au păstrat, precum și traducerile în limba latină și în limba germană, sunt dovezi ale popularității cărții. O parte din text a fost, de asemenea, tradus în engleza mijlocie (prin traducerea din latină), ca The Chastising of God's Children (care a fost tipărită mai târziu  de Wynkyn de Worde). În același timp, de asemenea, el a scris un scurt tratat, The Sparkling Stone, care a fost, de asemenea, tradus în engleza medie.
Cele mai faimoase scrieri ale lui Ruysbroeck au fost alcătuite în perioada de ședere la Groenendaal. Lucrarea sa cea mai lungă și cea mai populară (ce s-a păstrat astăzi în 42 de manuscrise), The Spiritual Tabernacle, a fost începută la Bruxelles, dar terminată la Groenendaal, probabil la începutul șederii sale. Două scurte lucrări, Credința creștină (o explicare a Crezului) și un tratat despre Cele patru ispite datează, de asemenea, din perioada sosirii lui Ruysbroeck la Groenendaal.
Lucrările sale de mai târziu includ patru scrieri către Margareta van Meerbeke, o călugăriță franciscană din Bruxelles. Acestea sunt The Seven Enclosures (c1346-1350), prima dintre cele șapte scrisori care s-au păstrat, The Seven Rungs (c1359-1360) și A Mirror of Eternal Blessedness.
În jurul anului 1363 cartusienii din Herne au trimis o delegație la Groenendaal care să-i prezinte întrebări lui Ruysbroeck cu privire la prima sa carte, The Realm of Lovers. Ruysbroeck a călătorit la Herne pentru a-și clarifica învățăturile și după aceea a inclus aceste lămuriri în lucrarea sa The Little Book of Enlightenment.

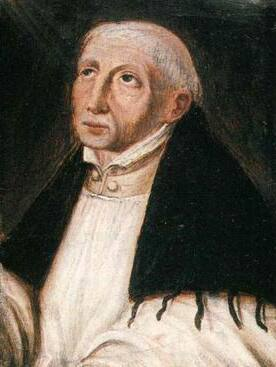
O reprezentare a lui Jan van Ruysbroeck

## Gândirea

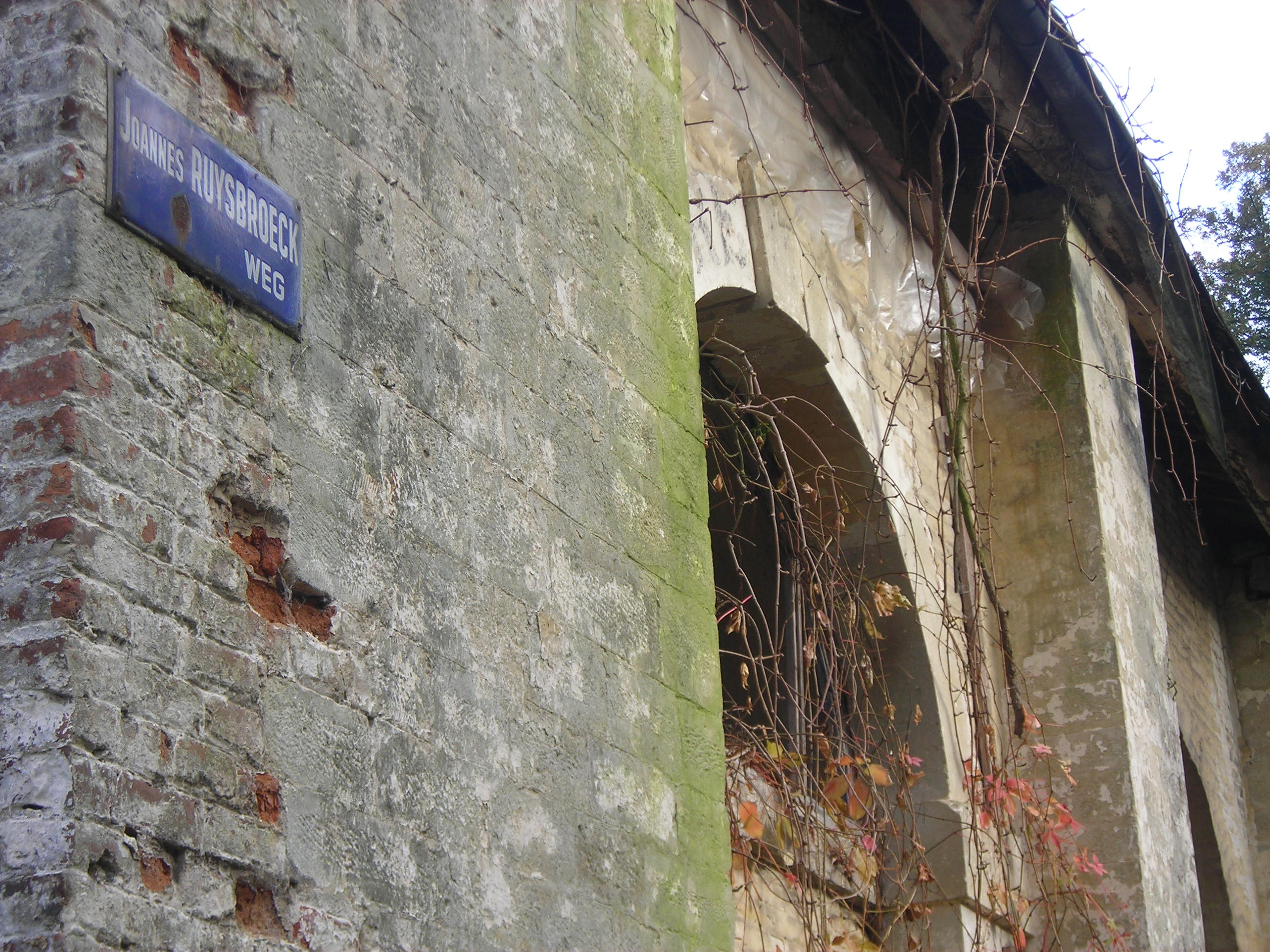
Indicatorul Jan Ruysbroeck Weg pe pereții mănăstirii vechi din Groenendaal.

Dintre lucrările lui Ruysbroeck, tratatul The Seven Steps of the Ladder of Spiritual Love este unul dintre cele mai ușor de găsit astăzi. Tratatul cel mai cunoscut este The Spiritual Espousals. Acesta este împărțit în trei cărți, tratând viața activă, viața interioară și viața contemplativă.
Literalmente, Ruysbroeck a scris că a fost inspirat de Duhul Sfânt. Îi plăcea să rătăcească și să mediteze în singurătatea pădurii de lângă mănăstire; el era obișnuit să ia cu el o tăbliță de scris și să-și noteze pe aceasta gândurile lui când se simțea inspirat să facă acest lucru. Ulterior el a declarat că nu a făcut altceva decât să scrie sub inspirația Duhului Sfânt.

## Venerare
După moartea lui Jan în 1381, relicvele sale au fost păstrate cu grijă și memoria sa onorată ca a unui sfânt. După moartea sa, el a fost numit Doctor al Extazului sau Doctor Divin, iar opiniile sale au format o legătură între Prietenii lui Dumnezeu și Frăția Vieții Comune, idei care ar fi putut ajuta la realizarea unei reforme a Bisericii.
Atunci când mănăstirea Groenendaal a fost desființată de către Iosif al II-lea în 1783, moaștele sale au fost transferate la Catedrala Sfânta Gudula din Bruxelles, de unde au dispărut, cu toate acestea, în timpul Revoluției Franceze. Jan a fost beatificat la 1 decembrie 1908 de către Sfântul Papă Pius al X-lea.
Nu este cunoscut să existe niciun portret autentic al lui Jan, dar icoana tradițională îl reprezintă potrivit obiceiului canonic, așezat în pădure cu tăbliță de scris pe genunchi, așa cum a fost găsit, de fapt, într-o zi de frați — căzut în extaz și învăluit în flăcări, care-l înconjurau fără a arde copacul sub care se odihnea.
Există o școală secundară numită Jan van Ruusbroeckollege în Laeken, lângă Palatul Regal al Belgiei.

### Ediții moderne
- Jan van Ruusbroec: Opera Omnia, ed. G. de Baere, 10 vols, (Turnhout: Brepols, 1981-2006) [the modern critical edition, with the sixteenth-century Latin edition of Laurentius Surius alongside a facing English translation]

Traduceri mai vechi:
- The Spiritual Espousals. Trans. by H. Rolfson, intro. by P. Mommaers, edited by J. Alaerts. Collegeville, Minnesota: Liturgical Press, 1995.
- John Ruusbroec. The Spiritual Espousals and other works. Introduction and translation by James A. Wiseman, O.S.B., preface by Louis Dupré. Mahwah, N.J.: Paulist Press, 1985. [Classics of Western Spirituality] {Includes also: The Sparkling Stone, A Mirror of Eternal Blessedness, and The Little Book of Clarification.} Pages: xvii, 286.
- The Spiritual Espousals. Translation by Eric Colledge. (London: Faber and Faber, 1952) (Reprint 1983 by Christian Classics.)
- The Seven Steps of the Ladder of Spiritual Love. Translated by F. Sherwood Taylor, introduced by Joseph Bolland, S.J. London: Dacre Press 1944. Pages: viii, 63.
- The Kingdom of the Lovers of God. Trans. by T. Arnold Hyde. London: Kegan paul, Trench, Trubner, 1919. Pages: xvi, 216.
- The Adornment of the Spiritual Marriage; The Sparkling Stone; The Book of the Supreme Truth. Translation by C. A. Wynschenk.  Introduction and Notes by Evelyn Underhill. London: J. M. Dent, 1916. {reprinted as (London: J.M. Watkins, 1951), and also in facsimile of the 1916 edition as (Felinfach: Llanerch, 1994)}
- The Book of the Twelve Béguines. Trans. from Flemish by John Francis. London, 1913. {First sixteen chapters only.}
- Reflections from the mirror of a mystic, trans. by E.Baillie. London: Thomas Baker, 1905. {Per E.Underhill: short passages paraphrased into Latin by Laurentius Surius (c.1552); however, the better version is Flowers of a Mystic Garden, transl. by 'C.E.S.' London: Watkins, 1912, which was reprinted as Flowers of a Mystic Garden, translated from the French of Ernest Hello by C.E.S., (Felinfach: Llanerch, 1994)}
- see Paul Verdeyen below.

### Comentarii
- Louis Dupré, The Common Life. Origins of Trinitarian Mysticism & Its Development by Jan van Ruusbroec. New York: Crossroad, 1984.
- Paul Mommaers, The Land Within. The Process of Possessing & Being Possessed by God according to the Mystic Jan Van Ruysbroeck. Translated from the Dutch by David N. Smith. Chicago: Fransican Herald Press, 1975.
- Vincent Joseph Scully, A Mediaeval Mystic. A short account of the life and writings of Blessed John Rysbroeck, Canon regular of Groenendael A.D. 1293–1381.... New York: Benziger Brothers, 1911. Pages: xii, 131.
- Evelyn Underhill, Ruysbroeck. London: G. Bell, 1915. Reprint: Kessinger 2003. Pages: ii, 191. Online
- Rik Van Nieuwenhove, Jan Van Ruusbroec. Mystical Theologian of the Trinity, University of Notre Dame, 2003.
- Paul Verdeyen, Ruusbroec and his Mysticism, Collegeville: Liturgical Press/Michael Glazier, 1994, includes a short anthology of his writings; being Ruusbroec en zijn mystiek (Leuven: Davidfonds 1981) as transl. by Andre Lefevere.
- Geert Warnar (2007), Ruusbroec. Literature and Mysticism in the Fourteenth Century, Brill

- Alfred Wautier d'Aygalliers, Ruysbroeck the Admirable. Transl. by Fred Rothwell. London: J. M. Dent & Sons, 1925, & E. P. Dutton, New York, 1925. Reprint: Port Washington, New York: Kennikat, 1969. Pages: xliii, 326.
- Paul Mommaers and Norbert De Paepe (editors), Jan van Ruusbroec: The Sources, Content, and Sequels of his Mysticism.  Louvain: Leuven University Press, 1984.  [Mediaevalia Lovaniensia, ser.1, stud.12]
- Stephanus Axters, The spirituality of the old Low Countries, London: Blackfriars 1954; being La spiritualité des Pays-Bas: l'evloution d'une doctrine mystique (Louvain 1948), transl. by Donald Attwater. {Axters focuses on Ruusbroec.}
- Paul Mommaers & Jan van Bragt, Mysticism, Buddhist and Christian. Encounters with Jan van Ruusbroec. New York: Crossroad, 1995. [Nanzan studies in religion and culture (Nagoya)]
- Helmut Hatzfeld, "Influence of Ramon Lull & Jan van Ruysbroeck on the Language of Spanish Mystics"  Traditio 4: 337–397 (1946).
- Wayne Teasdale, "Ruysbroeck's Mystical Theology" Parts 1 and 2. American Benedictine Review 35:82–96, 35:176–193 (1984).